# Tarakan
Tarakan is een eiland in de Indonesische provincie Noord-Kalimantan. Het is een moerasachtig eiland gelegen in het oostelijk deel van de Celebeszee ten noordoosten van Borneo. Het eiland beslaat een oppervlakte van ongeveer 303 km2. In 1942 en in 1945 is Tarakan de locatie geweest van een veldslag tussen de Geallieerde en Japanse troepen. Het eiland was vooral een doelwit vanwege de op het eiland aanwezige oliebronnen.

## Omschrijving
Tarakan heeft een driehoekige vorm en ligt op 3 kilometer van de kust van Borneo. Het eiland is ongeveer 24 kilometer lang (van het noordelijkste tot het zuidelijkste punt) en in het noordelijk gedeelte ongeveer 18 kilometer breed. Het kleine eiland Sandau ligt ongeveer 0,8 kilometer uit de kust van West-Tarakan. Vrijwel de gehele kustlijn van Tarakan bestaat uit moeras en in 1945 stonden er mangrovebossen op het noordelijke gedeelte van het eiland, die 1,6 tot 2,4 kilometer landinwaarts doorliepen. Deze bossen waren aan de kust van het zuidelijke gedeelte van het eiland smaller. Het land binnen de moerasstrook (centraal Tarakan) bestond uit steile heuvels (meer dan 30 meter hoog), begroeid met een dicht oerwoud. Tarakan heeft een tropisch klimaat. De maximale temperatuur gedurende het grootste gedeelte van de dag is omstreeks 25 graden Celsius en de vochtigheidsgraad is bij voortduring meer dan 90%.

## Strijd tijdens Tweede Wereldoorlog
Tarakan maakte deel uit van Nederlands-Indië en was een belangrijk centrum van olieproductie (80.000 vaten olie per maand in 1941). Een van de belangrijkste doelstellingen van Japan tijdens de Tweede Wereldoorlog was deze oliebronnen te bemachtigen. Daartoe landden Japanse troepen op 11 januari 1942 op de kust van Tarakan en versloegen daar een klein garnizoen van het Indische leger tijdens een tweedaags gevecht. Hoewel de olievelden zwaar waren beschadigd door de Nederlandse troepen voordat de landing van de Japanners plaatsvond, waren de Japanners in staat de productie van olie al snel te herstellen. In 1944 werd er 350.000 vaten per maand geproduceerd. De resterende manschappen van het Indische leger werden krijgsgevangenen gemaakt en verbleven grotendeels op het eiland. Twee officieren wisten met een list te ontkomen en naar Balikpapan te komen om de Nederlanders daar op de hoogte te brengen wat er op Tarakan was gebeurd. Dit leidde tot het vernietigen van de olie-installaties aldaar, doch ook tot verdere wraakacties van de Japanners. Medio januari 1942 werden vlak voor de kust van Tarakan 215 Nederlandse en inheemse militairen vermoord als wraak voor de beschieting en het tot zinken brengen van twee Japanse mijnenvegers. 
Het eiland werd op de Japanners heroverd in mei 1945 tijdens de strijd om Tarakan (1945). In de ochtend van 1 mei landde de Australische infanterie op het eiland. Er waren ongeveer 2200 Japanners aanwezig voor de verdediging van het eiland en voor de landing plaatsvond, waren bombardementsvluchten uitgevoerd ter voorbereiding. Bij de landing op de stranden boden de Japanners weinig weerstand, maar dit nam duidelijk toe in de binnenlanden. Na een lange strijd was op 19 juni de laatste georganiseerde tegenstand gebroken en op 21 juni werd het eiland veilig verklaard. Tot in augustus werden Japanse soldaten nog opgepakt die uit handen van de geallieerden waren gebleven. 